# Patrick de Reus
Patrick de Reus (Zaandam, 28 januari 1969) is een Nederlands voormalig volleybalinternational. Hij maakte deel uit van het Nederlands Team van 1990 tot 1994. 
Hij begon zijn volleyballoopbaan bij Argus in Zaandam en speelde vervolgens voor Molenwiek, Zaanstad, Delta Lloyd/AMVJ (Amstelveen), Nederlands Volleybalteam, Amstelveen Bankrasmodel,  Autodrop/VCG (Geldrop) en Alcom/Capelle (Capelle a/d IJssel). De Reus veroverde drie nationale titels en eenmaal de nationale beker.
De Reus speelde in totaal 119 interlands voor het Nederlands volleybalteam. Hiervoor speelde hij meer dan 100 jeugdinterlands. Hij debuteerde tijdens Brazilië-Nederland  in de World League Finals 1990. In 1991 won hij brons met het Nederlands team op het Europees kampioenschap. Tijdens de Olympische Zomerspelen 1992 was hij samen met Arnold van Ree extra reserve buiten het team.
Sinds 2022 geeft De Reus training bij Dinto, een volleybalvereniging in Warmenhuizen.